# Tele México

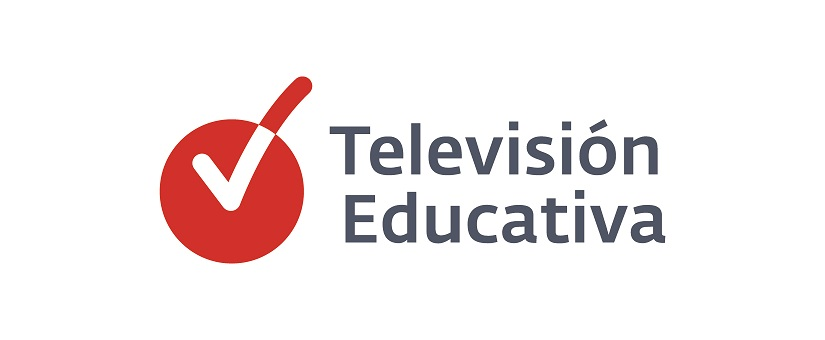

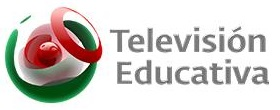

Tele México es un canal de televisión que emite por satélite a la audiencia mexicana residente en los Estados Unidos.

## Programas
- Con sabor Jarocho
- Tierra y Sueños
- 18 para los 18
- SEPA Inglés
- Versus
- Mucho Corazón
- Guerrero de Sabores